# 郡界川

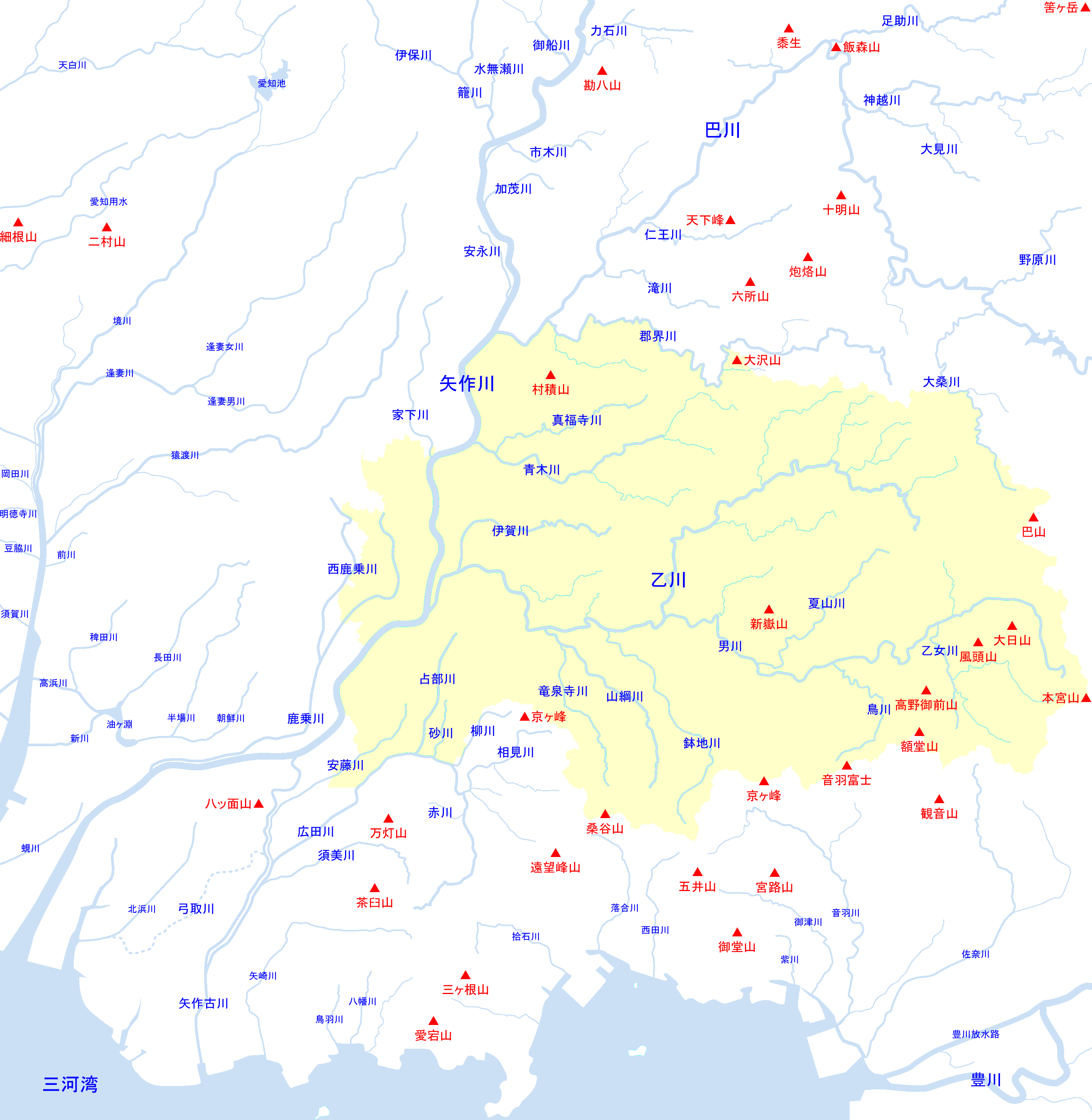
岡崎市周辺の地理

郡界川（ぐんかいがわ）は、矢作川水系の一級河川。巴川を経て矢作川に合流する2次支川。

## 概要
愛知県豊田市下山地区蘭町付近に源を発し、西に流れながら大沼川・立々日木川などを集める。大沢山を過ぎると岡崎市岩津町付近で巴川に合流するまで豊田市と岡崎市の市境を流れるが、現豊田市域の加茂郡と現岡崎市域の額田郡の郡界を流れたことが「郡界川」の由来である。河川延長23.7km。
岡崎市日影町大日影に中部電力の岩津発電所がある。これは中部電力の前身企業の1つである岡崎電灯が1897年（明治30年）に建設した滝の落差を利用した水力発電所であり、この発電所によって岡崎方面に電気が供給されるようになった。